# Bodo Kampmann
Bodo Kampmann (* 15. Januar 1913 in Elberfeld; † 8. Februar 1978 in Bad Gandersheim) war ein deutscher Bildhauer, Designer, Bühnenbildner und von 1963 bis 1978 Professor an der Hochschule für Bildende Künste Braunschweig (HBK).

## Leben und Werk
Kampmann war der erste von drei Söhnen des Künstlers Walter Kampmann und dessen erster Frau Frieda, geb. Fuchs (1890–1933). Er studierte an der Berliner Kunstakademie, wo er zum Metallplastiker, Goldschmied und Designer ausgebildet wurde. Er war in erster Ehe von 1936 bis 1948 mit seiner Kommilitonin Sheila Kampmann, geb. Diederich verheiratet. Aus dieser Verbindung gingen zwei Töchter hervor. Als Soldat nahm Kampmann am Zweiten Weltkrieg teil. Nach 1945 ging Kampmann nach Innsbruck, wo er im Umfeld von Paul Flora freischaffend als Bildhauer, Filmarchitekt und Bühnenbildner arbeitete. Dort lernte er die Malerin Gerhild Diesner kennen, die er 1949 heiratete. Aus der Ehe, die 1953 geschieden wurde, gingen eine Tochter und ein Sohn hervor.
1954 kam Kampmann als Dozent für Metallplastik und Design nach Braunschweig an die dortige Werkkunstschule, die Vorläuferin der heutigen HBK, wo er über zwei Jahrzehnte unterrichtete. Ab 1963 hatte er dort die Professur für Design inne. In dieser Zeit schuf er etliche Großplastiken in Braunschweig, die noch heute im Stadtbild präsent sind, so die Justitia (1956), die auf Initiative des damaligen Braunschweiger Generalstaatsanwalts Fritz Bauer am Gebäude der Staatsanwaltschaft angebracht wurde, den Rufer (1958) am Westgiebel des Chores der Magni-Kirche, die Werdende Mutter (1961), Geburtsabteilung des Städtisches Klinikum Celler Straße und den Hahn (1970) auf der Turmspitze der Petri-Kirche. Darüber hinaus entwarf er zahlreiche andere Plastiken auch aus anderem Material und in kleinen Dimensionen wie auch für die Porzellanmanufaktur Fürstenberg 1956 das gestreng moderne Teeservice Form A. Für den Peter-Joseph-Krahe-Preis der Stadt Braunschweig schuf Kampmann die bronzene Preisplakette. Für das Staatstheater Braunschweig entwarf er Bühnenbilder.
Ende der 1950er Jahre heiratete Kampmann in Braunschweig in dritter Ehe die Schauspielerin Margit Kampmann, mit der zusammen er eine Tochter hatte. Kampmann starb 1978 kurze Zeit nach seiner Pensionierung. 
Einer seiner bekanntesten Schüler war der Designer Wolf Karnagel, der sich unter anderem durch das Lufthansa Besteck-Design einen Namen machte.

## Impressionen (Auswahl)

Werke von Bodo Kampmann
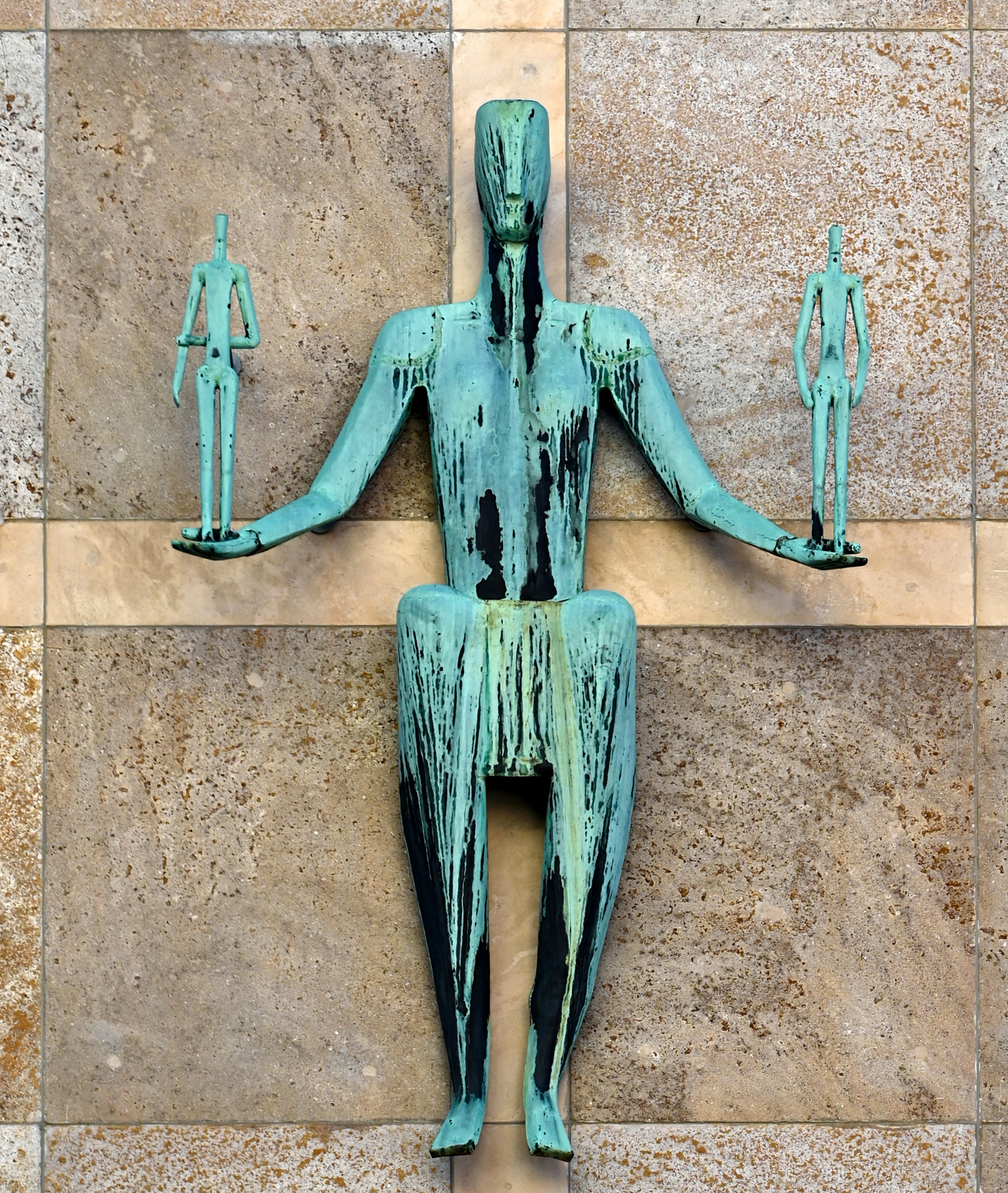
Justitia
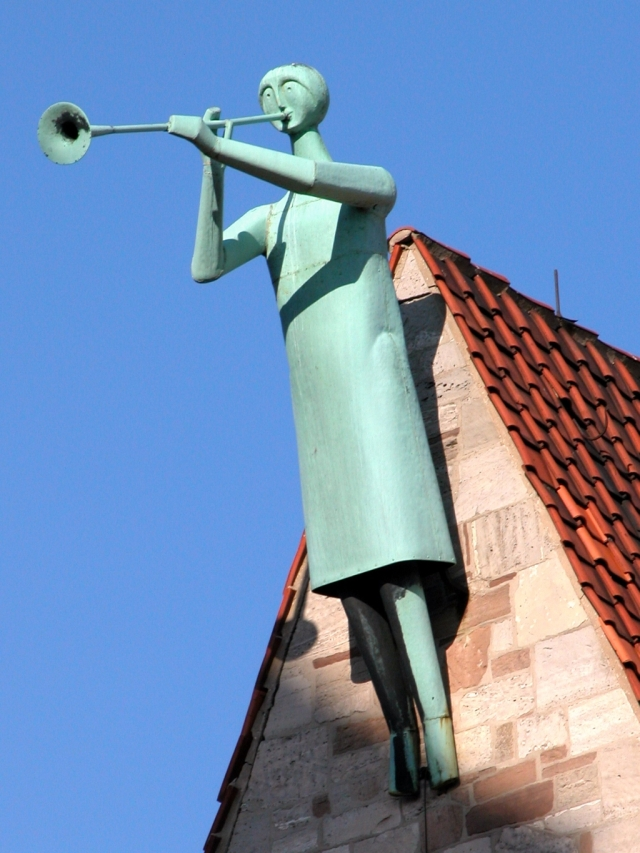
Der Rufer an der Magni-Kirche
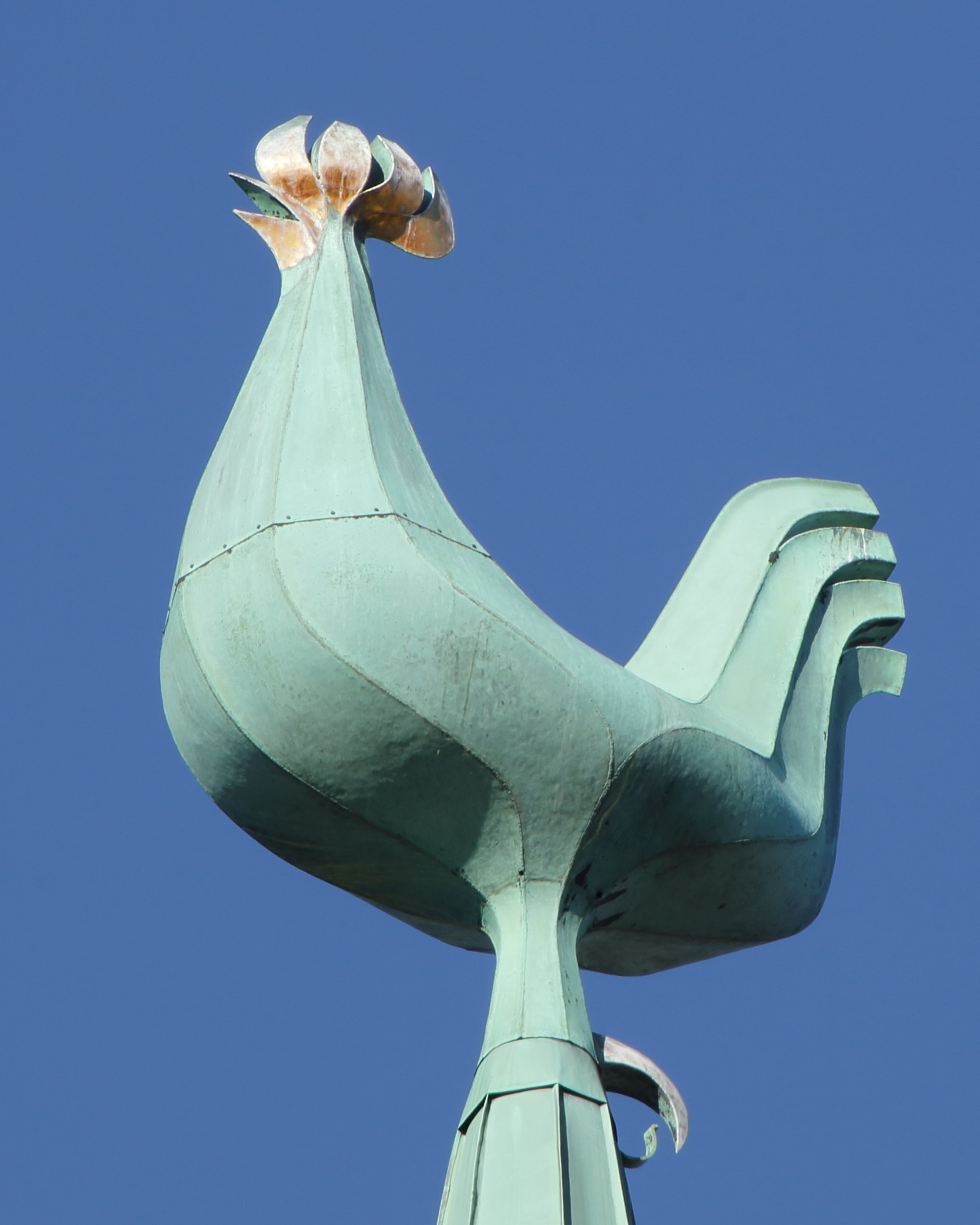
Hahn auf der Petri-Kirche
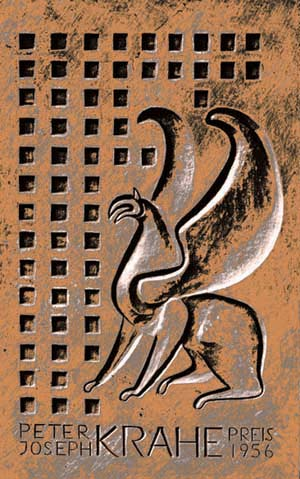
Bronzeplakette des Peter-Joseph-Krahe-Preises